# Публий Кальвизий Рузон (консул-суффект 53 года)
Пу́блий Кальви́зий Рузо́н (лат. Publius Calvisius Ruso; умер после 53 года) — политический деятель эпохи ранней Римской империи, консул-суффект 53 года.

## Биография
О происхождении Рузона ничего неизвестно, а первым, письменно зафиксированным, носителем такого когномена являлся участник Югуртинской войны и легат в Союзническую войну 91—88 годов до н. э. Гней Октавий Рузон, достигший не позже 91 года до н. э. претуры. 
О гражданско-политической деятельности самого Публия известно только то, что в 53 году он занимал должность консула-суффекта. О дальнейшей судьбе Рузона в сохранившихся источниках нет никаких сведений.

## Семья и потомки
В браке с неизвестной женщиной Публий Кальвизий имел двух сыновей — родного, унаследовавшего отцовский преномен и ставшего консулом-суффектом в 79 году, и приёмного из рода Юлиев, который в 84 году тоже исполнял обязанности консула-суффекта.